# Flip That
Flip That (フリップ・ダット)は今月の少女のサマースペシャルミニアルバム。2022年6月20日にBlockberry  Creativeからリリースされ、Warner Music Koreaから発売された。

## 概要
デビューしてから初めて発売する夏のシーズンアルバムで、今月の少女ならではの清涼的かつ夢幻的な雰囲気が際立っている。これまでユニークな世界観と強烈なパフォーマンスを披露した今月の少女は、今回のアルバムを通じて夏にふさわしい爽やかな魅力を伝えている。
前作の「&」から約1年ぶりにリリースされるアルバムであり、カムバックサバイバル番組『QUEENDOM 2』で準優勝を獲得した後初のアルバムでもある。
QUEENDOM 2での共演者であったKep1erと同日にカムバックをした。その事に対しメンバーのイヴは「QUEENDOM 2を撮影している時もとても気を配っていて、プライベートでも本当に優しい方々なので共に幸せな活動ができればいいなと思っている。元気で善意の競争をしたい」と話した。また、Kep1erのヨンウンは「同日カムバックなのは存じていて互いに連絡を取り合っている。コンセプトフォトが可愛くて楽しみにしている。活動時に会うと思うので早く会いたい」と同日カムバックの事に対して言及した。

## リリースまでの背景
QUEENDOM 2の最終競演を終えた翌日の6月3日の正午、アルバムのトレーラー映像が公開された。草が生い茂った列車の内部から始まり、鳥の音や風の音などの自然の音と様々な色の花が醸し出す不思議で明るい雰囲気を演出。日差しが降り注ぐ木の間に謎の扉が登場し、今月の少女が案内する幻想的な世界への旅が始まることを暗示し雰囲気が夏の爽やかさを感じる映像になっている。
6月4日、紫色の花を眺めながらお互いの手を取り合ったメンバーたちの後ろ姿が写っている予告イメージを公開。6月5日-7日にかけて個人と団体のコンセプトフォトが公開された。純白のドレスと清楚でピュアなビジュアルが特徴的で、緑の森の中にある花畑を背景に集まり、夏の爽やかさを思わせる清涼な雰囲気を演出している。
6月8日、トラックリストが公開され、15時にはアルバムの予約販売が開始された。翌日にはミュージック・ビデオのティザーが公開。
6月11日から6月18日にかけて第二弾のコンセプトフォトが公開。汽車の内装であるパステルトーンを背景に、調和された美しいドレス姿を披露したAバージョン、屋外で撮影された、それぞれ異なる形の椅子を活用したポーズと眼差しでカリスマ性を表現したCバージョン、紫色の花で飾られた空間に立っている12人12色の美しいビジュアルが込められたDバージョンが公開された。6月19日にはミュージック・ビデオのティザーが公開された。
6月20日、アルバムがリリース。同日の午後4時には発売記念ショーケースが行われ、午後6時にはミュージック・ビデオが公開された。ミュージック・ビデオはYouTubeで公開されてから4日で再生回数が2000万回を突破した。

## 収録曲
1. The Journey
作曲：Sure Kim (Chansline), イ・スビン (Chansline), Linemaster
編曲：イ・スビン (Chansline), Sure Kim (Chansline)
2. Flip That
作詞：Sure Kim (Chansline), イ・スビン (Chansline), Elaina Klef
 作曲：Sure Kim (Chansline), イ・スビン (Chansline), Linemaster
編曲：イ・スビン (Chansline), Sure Kim (Chansline)
3. Need U
作詞：Jjha (Chansline), Sure Kim (Chansline), チェ・ヨンア (Chansline)
作曲：Jjha (Chansline), Sure Kim (Chansline), チェ・ヨンア (Chansline), Linemaster
編曲：Jjha (Chansline), Sure Kim (Chansline), チェ・ヨンア (Chansline)
4. POSE
作詞：Amelia Moore, JBACH, Landon Sears, MZMC, イ・シデ (MUMW), YOUNG Vacation (MUMW)
作曲：Amelia Moore, JBACH, Landon Sears, MZMC
編曲：Pink Slip, inverness, MZMC
5. Pale Blue Dot
作詞作曲編曲：Bull$Eye (AVEC), ボラン, MonkeyVegas (AVEC)
6. Playback
ジンリ (Full8loom), キムリップ, イヴ, ハスル
作曲：栄光の顔達 (Full8loom), ジンリ (Full8loom), HARRY (Full8loom)
編曲：栄光の顔達 (Full8loom), HARRY (Full8loom)

## 楽曲解説
The Journey
繰り返される日常から抜け出そうという少女たちの心を盛り込んだ楽曲。
Flip That
Need U
感性的なピアノテーマとリピートされるギターパターンが印象的なModern Pop/R&Bジャンルの楽曲で、今月の少女が魅せる柔らかく訴える様なボーカルが盛り込まれている。堂々と展開されるサビのメロディーとリズミカルなトラックは、毎日繰り返されてきた暗い状況の中でもいつも力になってくれる大切な存在に対する感謝を心から表現している。
POSE
QUEENDOM 2の最終競演曲として配信された楽曲。今月の少女の今まで見せなかった邪悪のような面貌を披露し、コンセプチュアルなビートと中毒的なってベースラインの上にキッチュなラップとメロディーが盛り込まれている。
Pale Blue Dot
ボイジャー1号が撮った地球の写真である「淡く青い点」を人間の人生に準えたダンスポップジャンルの楽曲。広大な宇宙の中の地球は限りなく貧弱で小さな点に過ぎない。私たちを押し潰す数多くの悩みや心配事は飛ばしちゃおうという意味に付け加え、生きている今に忠実になり愛と幸福を追っかけ、意味のある人生を生きようという価値を込められた楽曲でもある。
Playback
2月に行われた単独ライブで初披露されたメンバーが初めて作詞に参加した楽曲。ファンに伝えたいメッセージと叙情的なメロディーラインが調和し、ふんわりして愛らしい魅力を足したミディアムポップソングで、夕焼けが沈む夕方頃にみんなでよかった思い出達や、これから積もるまた新しい思い出をみんなで囲んで語る様な歌詞が盛り込まれている。

## 表題曲
UK Houseをベースにした楽曲で、世の中をひっくり返すという力強い抱負を盛り込んでいる。休む暇もなく変わるリズムと多彩な構成の中で、今月の少女ならではの明るい魅力をそのまま感じることができる。シグネチャーであるフルートのメロディーと清涼なシンセサウンドは、明るく夢幻的なムードを披露し、サビの中毒性が強いメロディーと「Flip That That That That」というクセになる忘れられない歌詞が特徴的である。
エナジー溢れる色感の森と、花達を背景にした白いドレスと色とりどりのツーピースの衣装で明るく微笑むミュージック・ビデオの中のメンバーの姿と同様に、ダイナミックなリズム展開と今月の少女特有の華やかなシンクロダンスに加えて、各メンバーの魅力が著しく露になっている。
ミュージック・ビデオはMAMAMOOやGHOST 9などのMVを製作しているZANYBROSが担当しており、タイトル曲としては初めてDigipediではないプロダクションが製作を担当している。
退屈だった日常から離れ、新しい旅行に出る様子を盛り込んでいる。しばらく目を閉じて覚ました時、少女たちの目の前に全く異なる新しい空間が広がり、真夏の甘い夢を楽しむ姿が幻想的に描かれており、目を引いている。

## 成績
スペイン、フィリピン、タイなどの31ヶ国のiTunesアルバムチャートで一位を獲得。また米 iTunesのワールドワイド・アルバムチャートにおいても一位を獲得し、韓国の女性グループで初の米iTunesアルバムチャートで7作品連続1位を記録した。
iTunesソングチャートではタイトル曲の『Flip That』がアルゼンチン、チリ、ペルーなどの11ヶ国の国と地域で一位を獲得。収録曲である『Playback』、『POSE』も各国のソングチャートの上位圏に名前を連ねた。
6月28日、SBS『THE SHOW』で初の音楽番組1位を獲得。その翌日にもMBC M「SHOW CHAMPION』で1位を獲得した。音楽番組1位獲得数は累積4回目であり、これまでの活動曲で2回以上1位を獲得した事はグループ史上初である。
タイトル曲の『Flip That』が音楽サービス『Bugs!』でグループ初の一位を獲得。
ハントチャートが集計したリリース初日の音盤販売数は54,065枚で、当時のグループ最高記録である「&」の18,461枚を上回る記録となった。一週間の売上では11万7300枚を突破した。